# Голубянка небесная
Голубянка небесная (лат. Polyommatus (Neolysandra) coelestina) — вид бабочек из семейства голубянки.

## Этимология названия
Coelestina (с латинского) — небесная, что отображает окраску крыльев самцов.

## Описание

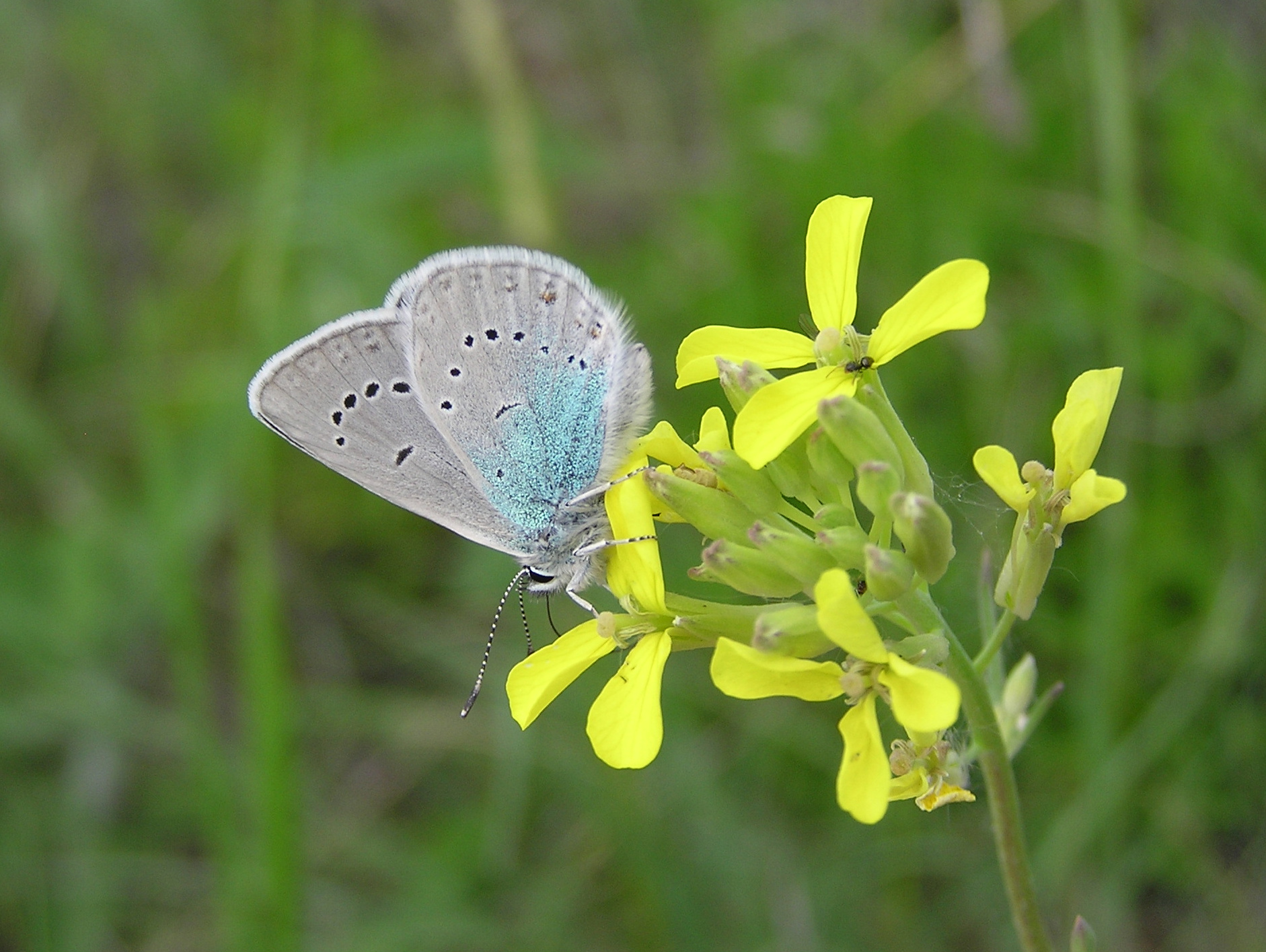

Длина переднего крыла 13—16 мм. Крылья самцов на верхней стороне фиолетово-синие, с темной каемкой, у самок — бурые. Нижняя сторона крыльев у обоих полов с плавно изогнутым рядом постдискальных точек и выраженным напылением блестящих голубых чешуек на задних крыльях.

## Ареал и места обитания
Степи Юго-восточной Украины и России до Южного Урала, Северо-западный Казахстан, полуостров Пелопоннес, Малая Азия, Ближний Восток, Закавказье, Восточный Кавказ.
Вид распространен относительно локально, но популяции в местах своего обитания обычно имеют высокую численность. В Восточной Европе вид распространен в степной зоне юго-востока Украины и европейской России. На западе европейской части России вид является чрезвычайно локально.
На территории Украины вид достоверно известен только из одного локального местообитания в окрестностях села Провалье Свердловского района Луганской области. Имеется старинное указание для Полтавской области, впоследствии не подтвержденное новыми исследованиями.
Бабочки населяют остепнённые склоны южных экспозиций, разнотравно-кустарниковые балки в степях, ксерофитные, каменистые склоны в горах на высотах до 2000 м над ур. м., в горах Кавказа — встречаются по склонам гор, на каменистом дне небольших ущелий.

## Биология
За год развивается в одном поколении. Время лёта с середины мая по середину июля, на Кавказе — с конца апреля по июнь.
Самки откладывают яйца поштучно на кормовые растения гусениц — различные бобовые: язвенник обыкновенный, язвенник, донник лекарственный, донник, клевер, клевер луговой, Vicia. Яйца белые с зеленоватым оттенком. Стадия яйца длится около 5 дней. Гусеницы всех возрастов отличаются тусклой желтовато-зеленой окраской, практически без какого-либо рисунка. Очень медлительные. При достижении длины в 13—15 мм гусеницы прекращают питаться и через 2—3 дня окукливаются. Куколка матовая, желтовато-зеленого цвета с тёмной полосой.